# Bosna (arie protejată)
Bosna este o arie protejată (arie specială de conservare — SAC, sit de importanță comunitară — SCI) din Bulgaria întinsă pe o suprafață de 16.227 ha, integral pe uscat.

## Localizare
Centrul sitului Bosna este situat la coordonatele 42°11′13″N 27°38′41″E / 42.1869°N 27.6447°E.

## Înființare
Situl Bosna a fost declarat sit de importanță comunitară în octombrie 2007 pentru a proteja 33 de specii de animale. Situl a fost protejat și ca arie specială de conservare în decembrie 2020.

## Biodiversitate
Situată în ecoregiunea Marea Neagră, aria protejată conține 13 habitate naturale: Pajiști uscate europene, Pajiști uscate seminaturale și facies de acoperire cu tufișuri pe substraturi calcaroase (Festuco-Brometalia) (* situri importante pentru orhidee), Pseudostepă cu ierburi și specii anuale de Thero-Brachypodietea, Liziere de ierburi înalte hidrofile de câmpie și de nivel montan până la alpin, Fânețe de joasă altitudine (Alopecurus pratensis, Sanguisorba officinalis), Pante stâncoase silicioase cu vegetație casmofită, Roci stâncoase cu vegetație pionieră de Sedo-Scleranthion sau Sedo albi-Veronicion dillenii, Păduri pe pante, grohotișuri și ravene de Tilio-Acerion, Păduri aluvionare cu Alnus glutinosa și Fraxinus excelsior (Alno-Padion, Alnion incanae, Salicion albae), Păduri mixte riverane de Quercus robur, Ulmus laevis și Ulmus minor, Fraxinus excelsior sau Fraxinus angustifolia, de-a lungul marilor râuri (Ulmenion minoris), Păduri panonice cu Quercus petraea și Carpinus betulus, Păduri panonice-balcanice de stejar turcesc - stejar sesil, Păduri de fag vest-pontice.
La baza desemnării sitului se află mai multe specii protejate:
- amfibieni (1): Triturus karelinii
- mamifere (16): liliac cârn (Barbastella barbastellus), lupul (Canis lupus), vidră de râu (Lutra lutra), râs eurasiatic (Lynx lynx), liliac cu aripi lungi (Miniopterus schreibersii), Myomimus roachi, liliac cu urechi mari (Myotis bechsteinii), liliac cu urechi de șoarece (Myotis blythii), liliac cu picioare lungi (Myotis capaccinii), liliac cărămiziu (Myotis emarginatus), liliac comun (Myotis myotis), liliacul cu potcoavă a lui blasius (Rhinolophus blasii), liliacul mediteranean cu potcoavă (Rhinolophus euryale), liliacul mare cu potcoavă (Rhinolophus ferrumequinum), liliacul mic cu potcoavă (Rhinolophus hipposideros), dihor pătat (Vormela peregusna)
- nevertebrate (9): Bolbelasmus unicornis, croitorul mare al stejarului (Cerambyx cerdo), Euplagia quadripunctaria, rădașcă (Lucanus cervus), croitorul cenușiu al stejarului (Morimus funereus), Osmoderma eremita, Paracaloptenus caloptenoides, Rosalia alpina, Unio crassus
- pești (3): Alburnus schischkovi, zvârluga (Cobitis taenia), boarță (Rhodeus amarus)
- reptile (4): Elaphe sauromates, țestoasa de baltă (Emys orbicularis), Testudo graeca, țestoasă bănățeană (Testudo hermanni)

Pe lângă speciile protejate, pe teritoriul sitului au mai fost identificate 28 de specii de plante, 4 specii de amfibieni, 15 specii de mamifere, 17 specii de nevertebrate, 7 specii de pești, 10 specii de reptile.